# 上海中国画院美术馆
上海中国画院美术馆（英語：Art Museum of Shanghai Chinese Painting Academy）是一座位于上海的美术馆。

## 历史
1998年新馆建成，位于上海徐汇区岳阳路197号上海中国画院内，建筑面积1,200平方米，展览面积835平方米，共三个展厅。

## 营业时间
- 周二至周日：上午九点至十一点，下午一点至四点
- 周一闭馆